# Языки гуайкуру
Гуайку́ру (гуайкурские, вайкуру языки) — семья индейских языков Южной Америки. Распространены на севере Аргентины, в некоторых районах Парагвая и Боливии и на юге Бразилии (штат Мату-Гросу-ду-Сул). Общее число говорящих около 60 тыс. человек. (оценка, начало 2000-х годов).

## Классификация
Языки гуайкуру включают семь языков, объединяемых в три ветви:
- Восточная ветвь: вымершие языки гуачи и паягуа.
- Южная ветвь: языки мокови, пилага, тоба (тоба-ком) и вымерший абипонский (кальяга).
- Третью ветвь образует кадивеу (мбайя); его вхождение в семью некоторыми исследователями оспаривается.

## Фонетика
Для языков гуайкуру характерен простой вокализм (4-6 гласных), в консонантизме можно отметить наличие увулярных [q, ɢ], серии палатальных, гортанной смычки. В абипонском языке относительно много сочетаний согласных (в том числе в начале и конце слова), в тоба и некоторых других языках сочетаний согласных мало, слоги преимущественно открытые.

## Морфология
Морфологически языки гуайкуру — агглютинативные языки префиксально-суффиксального типа. Имени присущи категория рода (мужской — женский; проявляется в формах прилагательного), категория личной принадлежности («мой сын», «твой сын» и прочие). Падежные значения выражаются аналитически. Глагол спрягается по лицам и числам субъекта и объекта, имеет времена, породы (побудительную, возвратную и другие). Словоизменение осуществляется с помощью многочисленных префиксов и суффиксов, часть из которых имеет алломорфы, зависящие от корня. В кадывейском языке речь взрослых мужчин грамматически и лексически существенно отлична от речи женщин и детей.

## Внешние связи
Разными лингвистами предлагались возможные родственные связи языков гуайкуру; наиболее часто их объединяют с семьями чарруанских, маскойских, матакских языков, языков луле и вилела (гипотеза матако-гуайкуру).